# Flugunfall eines Airbus A300 der Egyptair bei Luxor 1987
Der Flugunfall eines Airbus A300 bei Luxor 1987 ereignete sich auf einem Trainingsflug der Egyptair am 21. September 1987. Bei der Landung auf dem Flughafen Luxor kam die auf diesem Flug eingesetzte Maschine des Typs Airbus A300B4-203 seitlich von der Landebahn ab, kollidierte mit der Befeuerung, Antennen und einem Zaun und brannte aus. Bei dem Unfall starben die fünf an Bord befindlichen Insassen. Es handelte sich um den weltweit ersten Flugunfall eines Airbus A300 mit Todesopfern.

## Maschine
Bei dem betroffenen Flugzeug handelte es sich um einen A300B4-203, der im Airbus-Werk Clément Ader in Toulouse als 115. Maschine des Typs A300 endmontiert wurde. Das Flugzeug absolvierte seinen Erstflug am 3. Juli 1980 mit dem Testkennzeichen F-WZEP und wurde am 19. September 1980 an Egyptair ausgeliefert, wo es mit dem Luftfahrzeugkennzeichen SU-BCA in Betrieb genommen wurde. Das zweistrahlige Mittelstrecken-Großraumflugzeug war mit zwei Turbofantriebwerken des Typs General Electric CF6-50C2 ausgestattet. Bis zum Juni 1987 hatte der Airbus eine Gesamtbetriebsleistung von 20.600 Betriebsstunden absolviert, die auf 9.200 Starts und Landungen entfielen.

## Insassen
Auf dem Trainingsflug befand sich lediglich eine fünfköpfige Flugbesatzung an Bord.

## Unfallhergang
Mit der Maschine wurde an diesem Tag ein Trainingsflug durchgeführt, bei dem Touch-and-Go-Manöver geübt wurden. Der Airbus setzte um 09:03 Uhr Ortszeit 700 Meter hinter der Landebahnschwelle und rechts von der Mittellinie auf. Das rechte Hauptfahrwerk kollidierte daraufhin mit der Landebahnbefeuerung und die Maschine rollte anschließend gegen Antennen und die Flughafenumzäunung, ehe sie schließlich brennend zum Stehen kam. Alle fünf Insassen kamen dabei ums Leben.

## Ursache
Die Unfalluntersuchung ergab, dass die Maschine von der Landebahn abgekommen war, nachdem sie mit einer fehlerhaften Konfiguration auf dieser gelandet worden war.